# Liberia ai Giochi della XX Olimpiade
La Liberia partecipò ai Giochi della XX Olimpiade che si sono svolti a Monaco di Baviera dal 26 agosto all'11 settembre 1972, con una delegazione cinque atleti, impegnati in altrettante specialità dell'atletica leggera. Portabandiera fu Thomas Howe, che gareggiò negli 800 metri.
Per questo paese fu la quarta partecipazione ai Giochi estivi. Non fu conquistata nessuna medaglia.